# 발랑 (앵주)
발랑(프랑스어: Balan)은 프랑스 동부 앵주에 위치한 코뮌 중 하나이다.
리옹 도시권에 속한 마을로 론강으로 둘러싸여 있으며, 코아스탈 자연구역의 산비탈 남쪽에 위치해 있다. 1872년 라발본 군사기지 설치와 함께 본격적으로 형성되었다. 발랑 내에는 군사기지 출입구와 군 예배당, 기지를 둘러싼 막사가 자리해 있으며 그 면적은 10,000m²에 달한다.
1965년에는 폴리에틸렌과 비닐클로라이드 대규모 생산 공장이 발랑으로 이전해왔다. 처음에는 엘프 아키텐이 소유한 이들 공장은 현재 아르케마가 운영하고 있다. 2012년부터는 이들 산업지구에 대해 규모를 축소하거나 폐쇄하라는 법적 보상이 내려져 경제적 타격에 직면하게 되었다.
발랑의 주민들은 발라네즈(Balanese)나 발랑드랭(Balandrins)이라고 부른다.

## 인구
| 연도 | 인구  | ±%     |
| ---- | ----- | ------ |
| 2006 | 2,332 | —      |
| 2007 | 2,347 | +0.6%  |
| 2008 | 2,362 | +0.6%  |
| 2009 | 2,355 | −0.3%  |
| 2010 | 2,348 | −0.3%  |
| 2011 | 2,498 | +6.4%  |
| 2012 | 2,785 | +11.5% |
| 2013 | 2,828 | +1.5%  |
| 2014 | 2,973 | +5.1%  |
| 2015 | 2,997 | +0.8%  |
| 2016 | 2,856 | −4.7%  |

## 같이 보기
- 앵 주의 코뮌 목록